# Верхний Цасучей
Верхний Цасуче́й — село в Ононском районе Забайкальского края. Административный центр сельского поселения «Верхнецасучейское».
Население — 1026 чел. (2021). В селе имеются средняя общеобразовательная школа, почта, сельская администрация. В селе 8 улиц и один отдельный квартал.

## Этимология
Название Верхний Цасучей также как и Нижний Цасучей имеет монгольское происхождение, где монг. цасучей — «снежная равнина».

## География
Село расположено на правом берегу Онона, в 304 километрах к юго-востоку от города Чита, высота над уровнем моря 677 м. Ближайший населённый пункт — примыкающее с юга село Нижний Цасучей.

## Население
| 2002 | 2010 | 2012 | 2013 | 2014  | 2015 | 2016 |
| ---- | ---- | ---- | ---- | ----- | ---- | ---- |
| 1007 | ↘945 | ↘936 | ↘903 | ↘893  | ↘892 | ↘884 |
| 2017 | 2018 | 2019 | 2020 | 2021  |      |      |
| ↘880 | ↘860 | ↘841 | ↘816 | ↗1026 |      |      |